# Psyttalia lindbergiana
Psyttalia lindbergiana är en stekelart som först beskrevs av Fischer 1971.  Psyttalia lindbergiana ingår i släktet Psyttalia och familjen bracksteklar. Inga underarter finns listade i Catalogue of Life.